# Centaurea phlomoides
Centaurea phlomoides — вид квіткових рослин родини айстрових (Asteraceae). Ендемік Ірану.